# Mohamed M. Atalla
 (novembre 2021).
La mise en forme du texte ne suit pas les recommandations de Wikipédia : il faut le « wikifier ».
Les points d'amélioration suivants sont les cas les plus fréquents :
- Les titres sont pré-formatés par le logiciel. Ils ne sont ni en capitales, ni en gras.
- Le texte ne doit pas être écrit en capitales (les noms de famille non plus), ni en gras, ni en italique, ni en « petit »…
- Le gras n'est utilisé que pour surligner le titre de l'article dans l'introduction, une seule fois.
- L'italique est rarement utilisé : mots en langue étrangère, titres d'œuvres, noms de bateaux, etc.
- Les citations ne sont pas en italique mais en corps de texte normal. Elles sont entourées par des guillemets français : « et ».
- Les listes à puces sont à éviter, des paragraphes rédigés étant largement préférés. Les tableaux sont à réserver à la présentation de données structurées (résultats, etc.).
- Les appels de note de bas de page (petits chiffres en exposant, introduits par l'outil «  Source ») sont à placer entre la fin de phrase et le point final[comme ça].
- Les liens internes (vers d'autres articles de Wikipédia) sont à choisir avec parcimonie. Créez des liens vers des articles approfondissant le sujet. Les termes génériques sans rapport avec le sujet sont à éviter, ainsi que les répétitions de liens vers un même terme.
- Les liens externes sont à placer uniquement dans une section « Liens externes », à la fin de l'article. Ces liens sont à choisir avec parcimonie suivant les règles définies. Si un lien sert de source à l'article, son insertion dans le texte est à faire par les notes de bas de page.
- La présentation des références doit suivre les conventions bibliographiques. Il est recommandé d'utiliser les modèles {{Ouvrage}}, {{Chapitre}}, {{Article}}, {{Lien web}} et/ou {{Bibliographie}}. Le mode d'édition visuel peut mettre en forme automatiquement les références.
- Insérer une infobox (cadre d'informations à droite) n'est pas obligatoire pour parachever la mise en page.

Pour une aide détaillée, merci de consulter Aide:Wikification.
Si vous pensez que ces points ont été résolus, vous pouvez retirer ce bandeau et améliorer la mise en forme d'un autre article.
Mohamed M. Atalla محمد عطاالله (4 août 1924 - 30 décembre 2009) est un ingénieur, chimiste, cryptographe, inventeur et entrepreneur égypto-américain.

## Biographie
Il était un pionnier des semi-conducteurs qui a apporté d'importantes contributions à l'électronique moderne. Il est surtout connu pour avoir inventé le MOSFET (transistor à effet de champ métal-oxyde-semiconducteur, ou transistor MOS) en 1959 (avec son collègue Dawon Kahng), qui, avec les premiers procédés de passivation de surface et d'oxydation thermique d'Atalla, a révolutionné l'industrie électronique. Il est également connu comme le fondateur de la société de sécurité des données Atalla Corporation (maintenant Utimaco Atalla), fondée en 1972. Il a reçu la médaille Stuart Ballantine (maintenant la médaille Benjamin Franklin en physique) et a été intronisé au National Inventors Hall of Fame pour ses contributions importantes à la technologie des semi-conducteurs ainsi qu'à la sécurité des données.
Né à Port-Saïd, en Égypte, il a fait ses études à l'Université du Caire en Égypte, puis à l'Université Purdue aux États-Unis, avant de rejoindre les Bell Labs en 1949 et d'adopter plus tard les noms plus anglicisés « John » ou « Martin » M. Atalla comme noms professionnels. Il a fait plusieurs contributions importantes à la technologie des semi-conducteurs chez Bell, y compris son développement des processus de passivation de surface et d'oxydation thermique (la base de la technologie des semi-conducteurs au silicium tels que le procédé planar et les puces de circuits intégrés monolithiques), son invention du MOSFET avec Kahng en 1959, et les procédés de fabrication PMOS et NMOS. Le travail de pionnier d'Atalla chez Bell a contribué à l'électronique moderne, à la révolution du silicium et à la révolution numérique. Le MOSFET en particulier est le bloc de construction de base de l'électronique moderne et est considéré comme l'une des inventions les plus importantes de l'électronique. C'est également l'appareil le plus fabriqué de l'histoire, et l'Office américain des brevets et des marques l'appelle une « invention révolutionnaire qui a transformé la vie et la culture dans le monde entier ».
Son invention du MOSFET a d'abord été négligée chez Bell, ce qui l'a conduit à démissionner de Bell et à rejoindre Hewlett-Packard (HP), fondant son Semiconductor Lab en 1962 puis HP Labs en 1966, avant de partir pour rejoindre Fairchild Semiconductor, fondant son Microwave & division Optoélectronique en 1969. Ses travaux chez HP et Fairchild comprenaient des recherches sur les technologies des diodes Schottky, de l'arséniure de gallium (GaAs), du phospho-arséniure de gallium (GaAsP), de l'arséniure d'indium (InAs) et des diodes électroluminescentes (LED).
Il a ensuite quitté l'industrie des semi-conducteurs et est devenu entrepreneur dans le domaine de la cryptographie et de la sécurité des données. En 1972, il fonde Atalla Corporation et dépose un brevet pour un système de sécurité à distance par numéro d'identification personnel (PIN). En 1973, il a sorti le premier module de sécurité matériel, la "Atalla Box", qui cryptait les messages PIN et ATM, et a continué à sécuriser la majorité des transactions ATM dans le monde. Il a ensuite fondé la société de sécurité Internet TriStrata Security dans les années 1990. En reconnaissance de son travail sur le système PIN de gestion de la sécurité de l'information ainsi que sur la cybersécurité, Atalla a été désigné comme le "père du PIN" et un pionnier de la sécurité de l'information. Il est décédé à Atherton, en Californie, le 30 décembre 2009.

### Éducation (1924 - 1949)
Mohamed M. Atalla est né à Port-Saïd, en Égypte. Il a étudié à l’Université du Caire en Égypte, où il a obtenu son baccalauréat ès sciences. Il s’est ensuite rendu aux États-Unis, étudiant le génie mécanique à l’Université Purdue. Il obtient sa maîtrise en 1947 et son doctorat en 1949, tous deux en génie mécanique. Sa thèse de maîtrise était «High Speed Flow in Square Diffusers» publiée en 1948, et sa thèse de doctorat était « High Speed Compressible Flow in Square Diffusers» publiée en janvier 1949.

### Laboratoires téléphoniques Bell (1949-1962)
Après avoir terminé son doctorat à l'Université Purdue, Mohamed M. Atalla a été employé chez Bell Téléphone Laboratoires (BTL) en 1949. En 1950, il a commencé à travailler dans les opérations de Bell à New York, où il a travaillé sur des problèmes liés à la fiabilité des relais électromécaniques, et a travaillé sur les réseaux téléphoniques à commutation de circuits. Avec l'émergence des transistors, Atalla a été transféré au laboratoire de Murray Hill, où il a commencé à diriger une petite équipe de recherche sur les transistors en 1956. Bien qu'il soit issu d'un génie mécanique et n'ayant aucune formation formelle en chimie physique, il s'est avéré être un apprenant rapide en chimie physique et en physique des semi -conducteurs, démontrant finalement un haut niveau de compétence dans ces domaines. Il a étudié, entre autres, les propriétés de surface des semi-conducteurs en silicium et l'utilisation de la silice comme couche protectrice des dispositifs semi-conducteurs en silicium. Il a finalement adopté les pseudonymes d'alias "Martin" M. Atalla ou "John" M. Atalla pour sa carrière professionnelle.
Entre 1956 et 1960, Atalla a dirigé une petite équipe de plusieurs chercheurs de BTL, dont Eileen Tannenbaum, Edwin Joseph Scheibner et Dawon Kahng. Ils étaient de nouvelles recrues à BTL, comme lui, sans chercheurs seniors dans l'équipe. Leur travail n'a d'abord pas été pris au sérieux par la haute direction de BTL et son propriétaire AT&T, en raison de l'équipe composée de nouvelles recrues, et du chef d'équipe Atalla lui-même issu d'une formation en génie mécanique, contrairement aux physiciens, physico-chimistes et mathématiciens qui ont été pris plus au sérieux, bien qu'Atalla ait démontré des compétences avancées en chimie physique et en physique des semi-conducteurs.
Bien qu'ils travaillent principalement seuls, Atalla et son équipe ont fait des progrès significatifs dans la technologie des semi-conducteurs. Selon Chih-Tang Sah, ingénieur chez Fairchild Semiconductor, le travail d'Atalla et de son équipe de 1956 à 1960 a été "l'avancée technologique la plus importante et la plus significative" dans la technologie des semi-conducteurs au silicium, y compris l'histoire des transistors et microélectronique.

### Passivation de surface par oxydation thermique
Le principal objectif de la recherche d’Attalla était de résoudre le problème des états de surface du silicium. À cette époque, la conduction électrique de matériaux semi-conducteurs comme le germanium et le silicium était limité par des états de surface quantiques instables, c'est-à-dire que des électrons sont piégés à la surface, en raison de liaisons libres causées par des liaisons non saturées à la surface. Cela empêche l’électricité de pénétrer la surface de manière fiable pour atteindre la couche de silicium semi-conducteur. En raison du problème d’état de surface, le germanium était le matériau semi-conducteur prédominant pour les transistors et autres dispositifs semi-conducteurs dans l’ancienne industrie des semi-conducteurs, car le germanium était en mesure d’augmenter la mobilité des électrons,.

## Distinctions
- Médaille Stuart Ballantine (maintenant la médaille Benjamin Franklin en physique) au Franklin Institute Award 1975 pour ses contributions significatives à la technologie des semi-conducteurs au silicium et à l'invention du MOSFET[12],[13].
- En 2003, Atalla a reçu un doctorat distingué d'anciens élèves de l'Université Purdue[14].
- En 2009, il a été intronisé dans le « National Inventors Hall of Fame » pour ses contributions importantes dans la technologie des semi-conducteurs[15]. Il a été connu comme l’un des "Sultans de Silicium" avec plusieurs autres pionniers de semi-conducteurs[16].
- En 2014, l’invention de 1959 de MOSFET a été inscrite sur la liste de  « IEEE milestones » en électroniques[17].
- En 2015, Atalla a été inclus dans le tableau d’honneur de la IT History Society pour ses contributions importantes dans le domaine des technologies de l’information[18].